# Watertoren Alsemberg (2015)

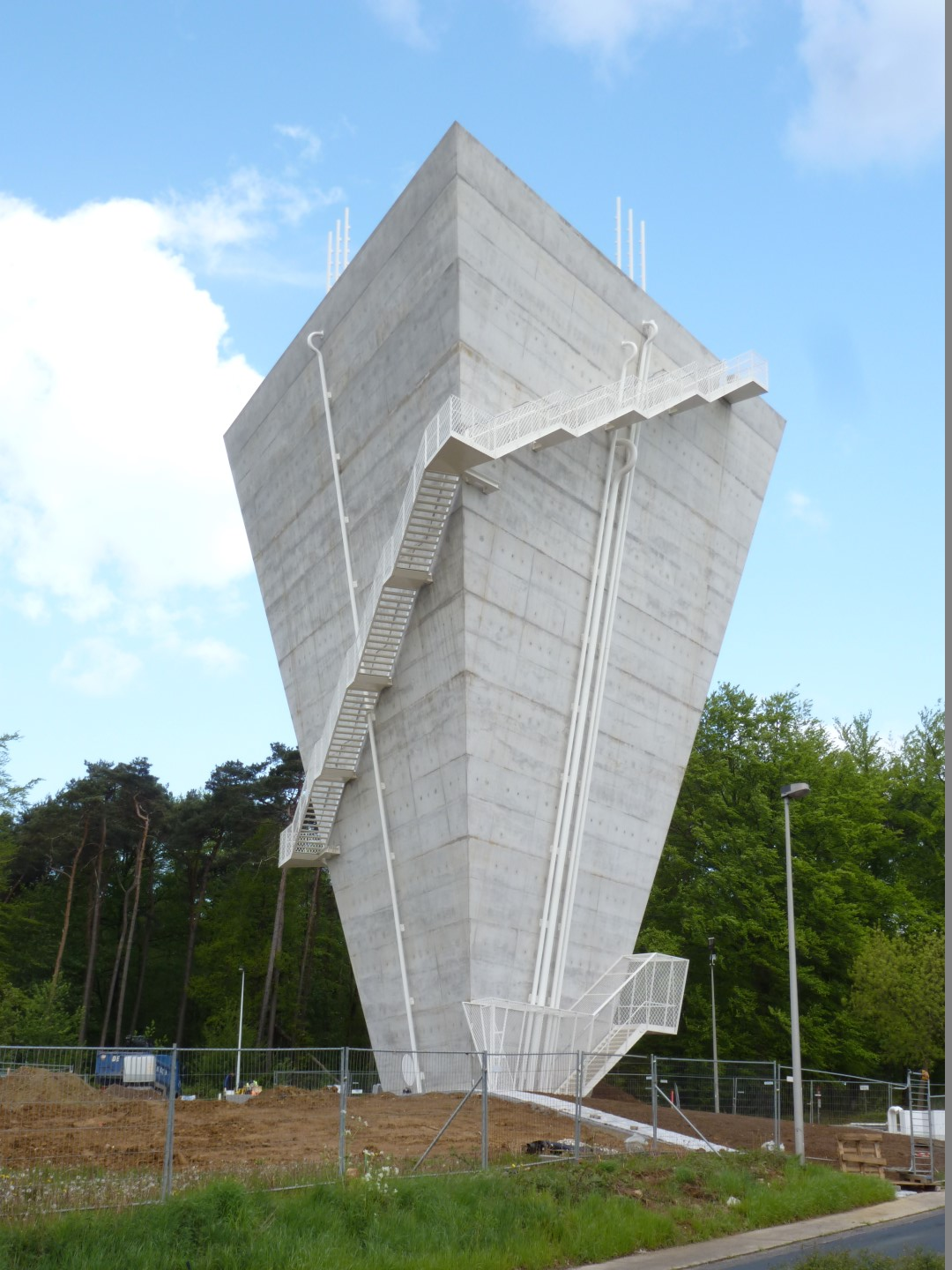

De watertoren of watersilo in de Belgische plaats Alsemberg (gemeente Beersel) is in 2015 gebouwd en werd ontworpen door BEL Architecten en studiebureau Weinand. De toren is in eigendom van waterbedrijf Farys.
De watertoren is gebouwd ter vervanging van een bestaande watertoren (met een capaciteit van 500 kubieke meter) en diverse losse ondergrondse waterreservoirs. De nieuwe toren heeft een capaciteit van 2500 kubieke meter. Omdat de toren volledig is gevuld met water, is het meer een watersilo dan een klassieke watertoren.
De watertoren is gebouwd op het hoogste punt van Genstberg. Het betonnen bouwwerk is 33 meter hoog en heeft een opvallend uiterlijk: de toren heeft de vorm van een omgekeerde, asymmetrische piramide en staat op een driehoekige plattegrond. De toegangstrap naar het dak wentelt zich rondom de buitenzijde van de toren. Op het dak zijn mangaten die toegang bieden tot de binnenkant van de toren.
Ondergronds bevindt zich de meterkamer.